# Chiesa di Santa Maria Egiziaca
La chiesa di Santa Maria Egiziaca è una chiesa sconsacrata di Roma, nel rione Ripa, in piazza Bocca della Verità.

## Storia
Essa venne costruita utilizzando le strutture del Tempio di Portuno, lungo le sponde del Tevere. Da un'epigrafe scoperta nel 1571 si ricava che l'antico tempio romano venne trasformato in chiesa sotto il pontificato di papa Giovanni VIII, nell'872 (o 873), e fu dedicato a Maria Vergine: la chiesa fu detta Sanctae Mariae in Secundicerio, perché affidata alle cure di Stefano Stefaneschi, giudice e secundicerio, ossia il secondo più importante personaggio della corte di Giovanni VIII. Nei documenti medievali la chiesa è chiamata anche Sanctae Mariae de gradellis: l'Armellini attribuisce questo nome ad un'altra chiesa posta nel circo Massimo, i cui gradoni di accesso sarebbero all'origine del nome; per l'Hulsen e altri autori questo appellativo è da attribuire invece alla nostra chiesa, e le gradellae sarebbero, in questo caso, le gradinate di accesso al Tevere.
Il nome di Santa Maria Egiziaca (santa egiziana del III secolo) occorre per la prima volta in un catalogo del 1492 e diventa comune nei cataloghi del XVI secolo.
Papa Pio V, nel 1571, concesse la chiesa agli Armeni che avevano perso la loro chiesa a causa della costruzione del ghetto e che la tennero fino al 1921: era così la chiesa nazionale degli armeni. Clemente XI (1700-1721) fece restaurare ed abbellire la chiesa, come pure l'ospizio annesso, ove alloggiavano i pellegrini armeni che venivano a visitare i luoghi santi di Roma.
Negli anni Venti del XX secolo la chiesa fu sconsacrata per il ripristino dell'antico tempio romano; buona parte degli arredi interni furono trasferiti dal 1924 nella chiesa di San Nicola da Tolentino, che divenne la nuova chiesa nazionale armena; l'annesso ospizio dei pellegrini Armeni fu demolito nel 1930.

## Arte
La chiesa conservava al suo interno una tela, posta all'altare maggiore, raffigurante santa Maria Egiziaca, opera di Federico Zuccari; ed entrando in chiesa, sul lato sinistro, vi era un modello della cappella del santo Sepolcro di Gerusalemme. Benché sia stato ripristinato il tempio di Portuno, essa conserva ancora oggi pitture antiche altomedievali raffiguranti schiere di santi e storie della Vergine Maria, ed altri affreschi più recenti con storie della santa egiziana.